# مسعوده جلال
مسعوده جلال (زادهٔ ۱۵ جدی/دی ۱۳۴۰ کاپیسا) سیاستمدار اهل افغانستان است. وی در دوره اول ریاست جمهوری حامد کرزی از سال ۱۳۸۳ تا ۱۳۸۵ وزیر وزارت امور زنان بود. وی تنها زن کاندید در انتخابات ریاست‌جمهوری سال ۱۳۸۳ بود؛ و در گردهمایی بزرگ اضطراری که در سال ۱۳۸۱ برگزار شد تا دولت انتقالی تشکیل شود خود را کاندید کرد و با ۱۷۱ رای توانست ۱۱٪ رای را کسب کند و در جایگاه دوم قرار بگیرد.

## زندگی‌نامه
وی متولد ۱۵ جدی/دی ۱۳۴۰ از ولایت کاپیسا است. پدر و مادر او از ولسوالی جرم، درهٔ خستک ولایت بدخشان است. وی که یکی از هفت فرزند خانواده‌اش است برای تحصیلات در لیسه/دبیرستان به کابل آمد. وی بعدها توانست به دانشگاه کابل راه یابد و تحصیلات خود را در رشته پزشکی ادامه داد. وی تا زمان ظهور طالبان عضو هیئت علمی دانشگاه کابل بود و پس از به قدرت رسیدن طالبان وی از جایگاهش برکنار شد. وی پس از آن در شغل‌های روان‌پزشکی و اطفال کودکان در بیمارستان‌های مختلف کار کرد و مدتی نیز کارمند سازمان برنامه جهانی غذا نیز بود. شوهرش استاد حقوق در دانشگاه کابل است و ۳ فرزند دارد.

## فعالیت
اگرچه جلال در دوران طالبان در سیاست حضور نداشت. اما با سقوط طالبان در سال ۱۳۸۰ وی به عنوان یکی از چهره‌های مطرح زنان در افغانستان ظاهر شد. وی به نمایندگی از مردم کابل در گردهمایی بزرگ اضطراری حضور یافت و خود را برای ریاست دولت انتقالی افغانستان کاندید کرد و توانست ۱۷۱ رای از ۱۵۷۵ رای کل را کسب کند و پس از حامد کرزی در جایگاه دوم قرار بگیرد. مسعوده جلال در بین سال‌های ۱۳۸۲ تا ۱۳۸۵ وزیر وزارتخانه امور زنان افغانستان بود و پس از آن بارها از حکومت حامد کرزی انتقاد کرد. وی بارها خود را به عنوان سیاستمداری مستقل و بدون وابستگی به رهبران جهادی و رژیم‌های گذشته معرفی کرده‌است.

### انتخابات ریاست جمهوری ۱۳۸۳
جلال تنها زنی بود که در انتخابات ریاست جمهوری سال ۱۳۸۳ خود را کاندید کرد، معاونین وی را در این انتخابات میر حبیب سهیلی و سید محمد عالم امینی تشکیل می‌دادند. وی در این انتخابات توانست با کسب ۱٫۱٪ آراء کل که ۹۱٬۴۱۵ رای می‌شد در جایگاه ششم در بین ۱۷ کاندید مرد قرار بگیرد؛ و برخلاف دیگر کاندیداها که اعتراض به نتایج انتخابات داشتند، اعتراضی نکرد.

### انتخابات ریاست جمهوری ۱۳۸۹
در ژانویه ۲۰۰۹ یک مقاله‌ای از احمد مجیدیار از مؤسسه امریکن انترپرایز، جلال را در فهرست ۱۵، نامزد احتمالی در انتخابات ریاست جمهوری ۱۳۸۸ قرار داده بود. اگرچه بعدها مجیدیار نوشت که جلال اعلان کرده در این دوره از انتخابات مجدداً شرکت نمی‌کند. در این انتخابات دو زن دیگر به نام‌های فروزان فنا و شهلا عطا حضور داشتند.

### انتخابات مجلس ۱۳۹۷
مسعوده جلال در انتخابات مجلس ۱۳۹۷ خود را به نمایندگی از مردم کابل نامزد کرد.

### انتخابات ریاست‌جمهوری ۱۳۹۸
وی در انتخابات ریاست‌جمهوری افغانستان به همراه مرادعلی مراد در تیم رحمت‌الله نبیل حضور یافتند و تیم «امنیت و عدالت» را برای حضور در این انتخابات تشکیل دادند.